# Wiejce
Wiejce (prononciation : [ˈvjɛi̯t͡sɛ]) est un village polonais de la gmina de Skwierzyna dans le powiat de Międzyrzecz de la voïvodie de Lubusz dans l'ouest de la Pologne.
Il se situe à environ 18 kilomètres à l'est de Skwierzyna (siège de la gmina), 24 kilomètres au nord-est de Międzyrzecz (siège du powiat) et 36 kilomètres à l'est de Gorzów Wielkopolski (capitale de la voïvodie).
Le village compte approximativement une population de 90 habitants.

## Histoire
Avant 1945, ce village était sur le territoire de l'Empire allemand dans le Royaume de Prusse dans la province de Brandebourg sous le nom de Waitze. (voir Évolution territoriale de la Pologne)
De 1975 à 1998, le village appartenait administrativement à la voïvodie de Gorzów .

Depuis 1999, il appartient administrativement à la voïvodie de Lubusz

## Galerie

Quelques photos du village
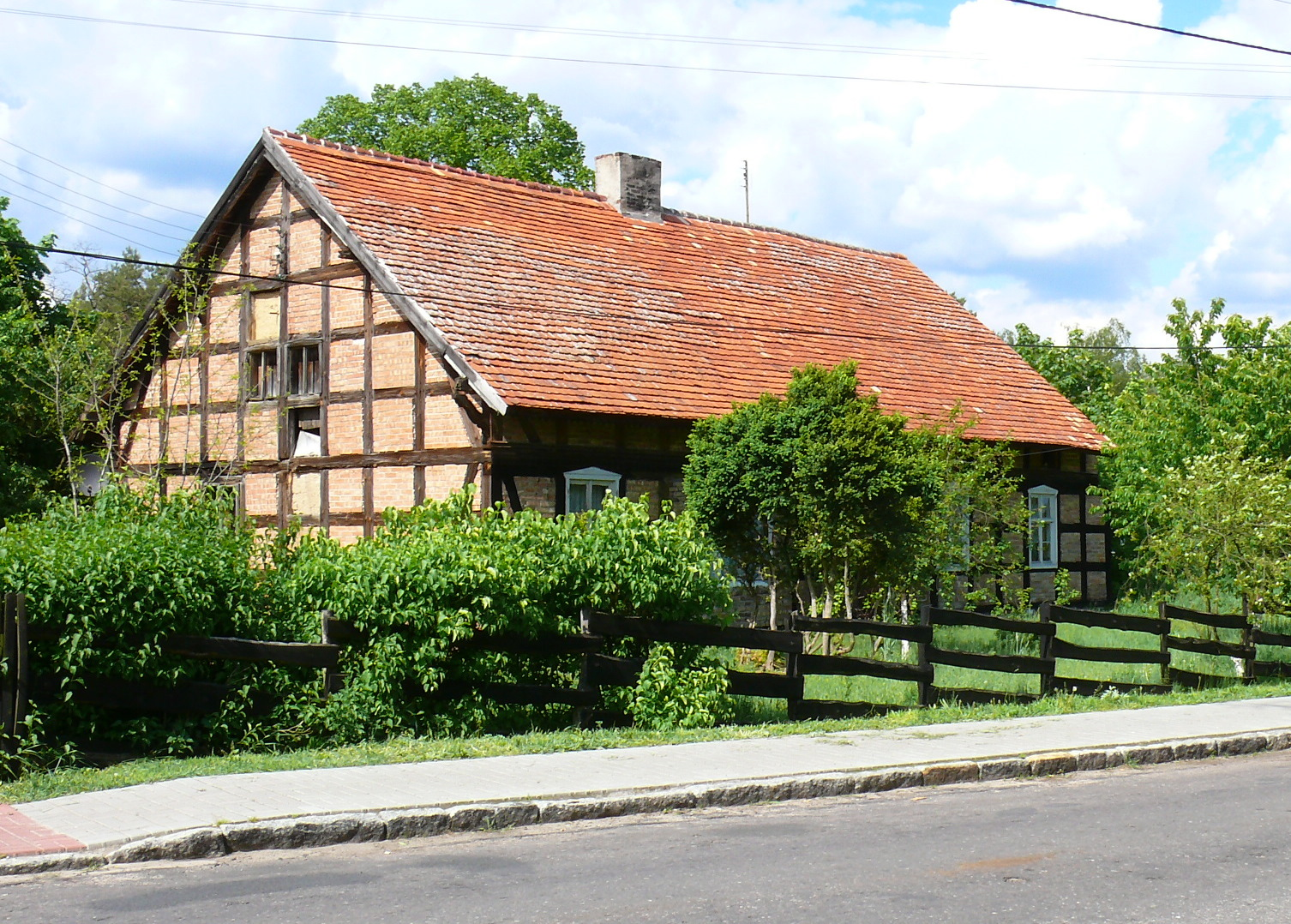
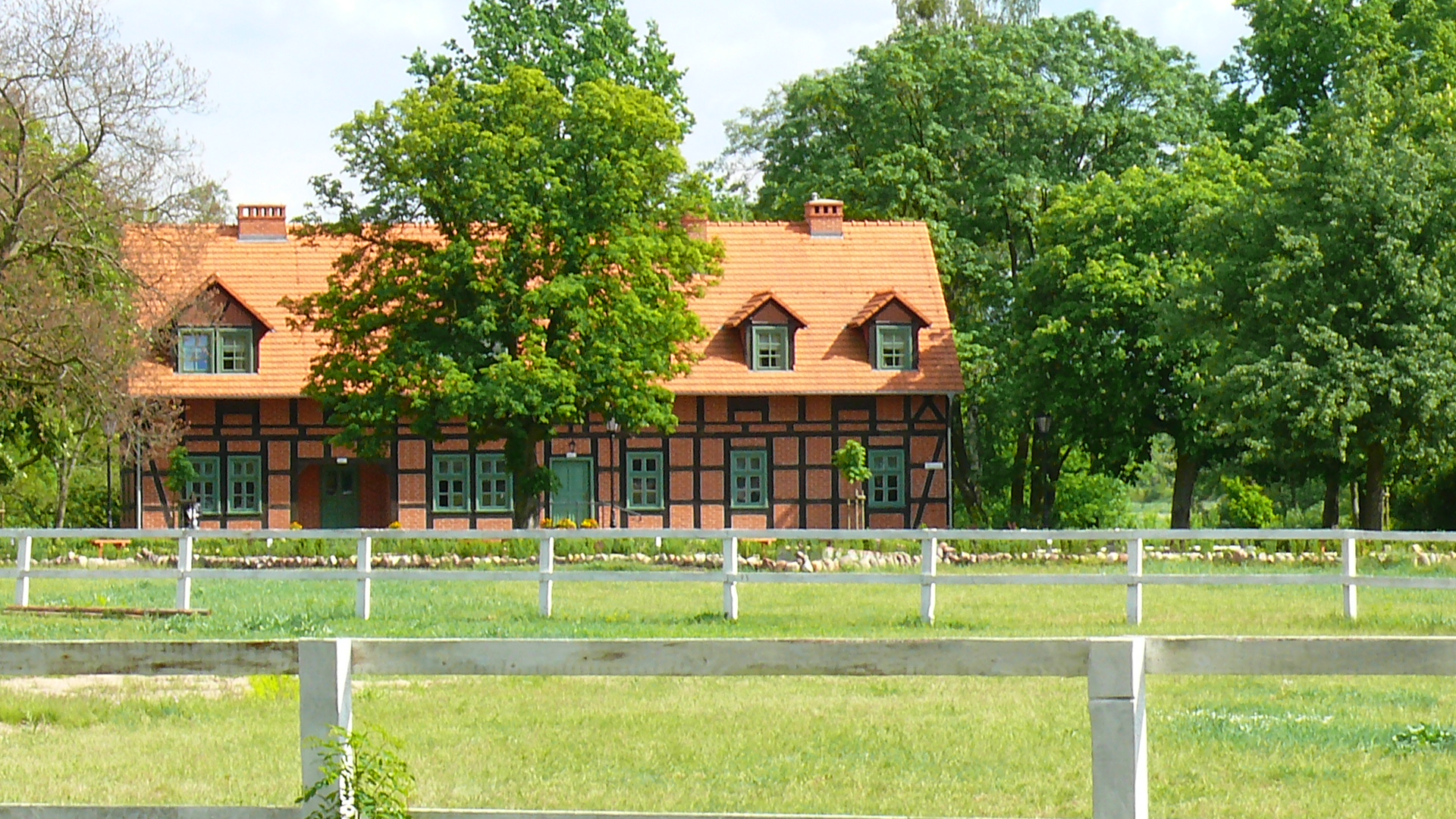
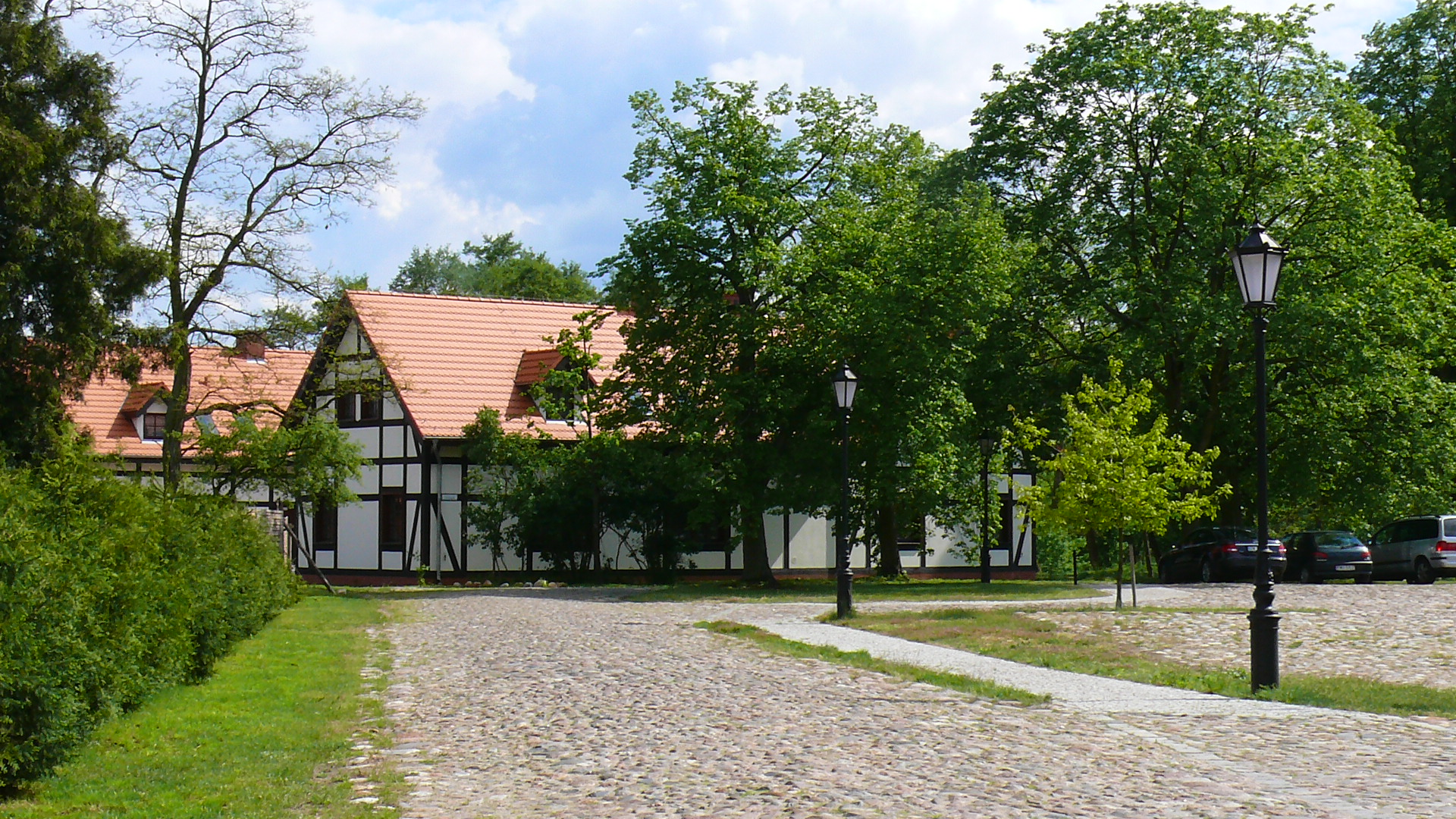
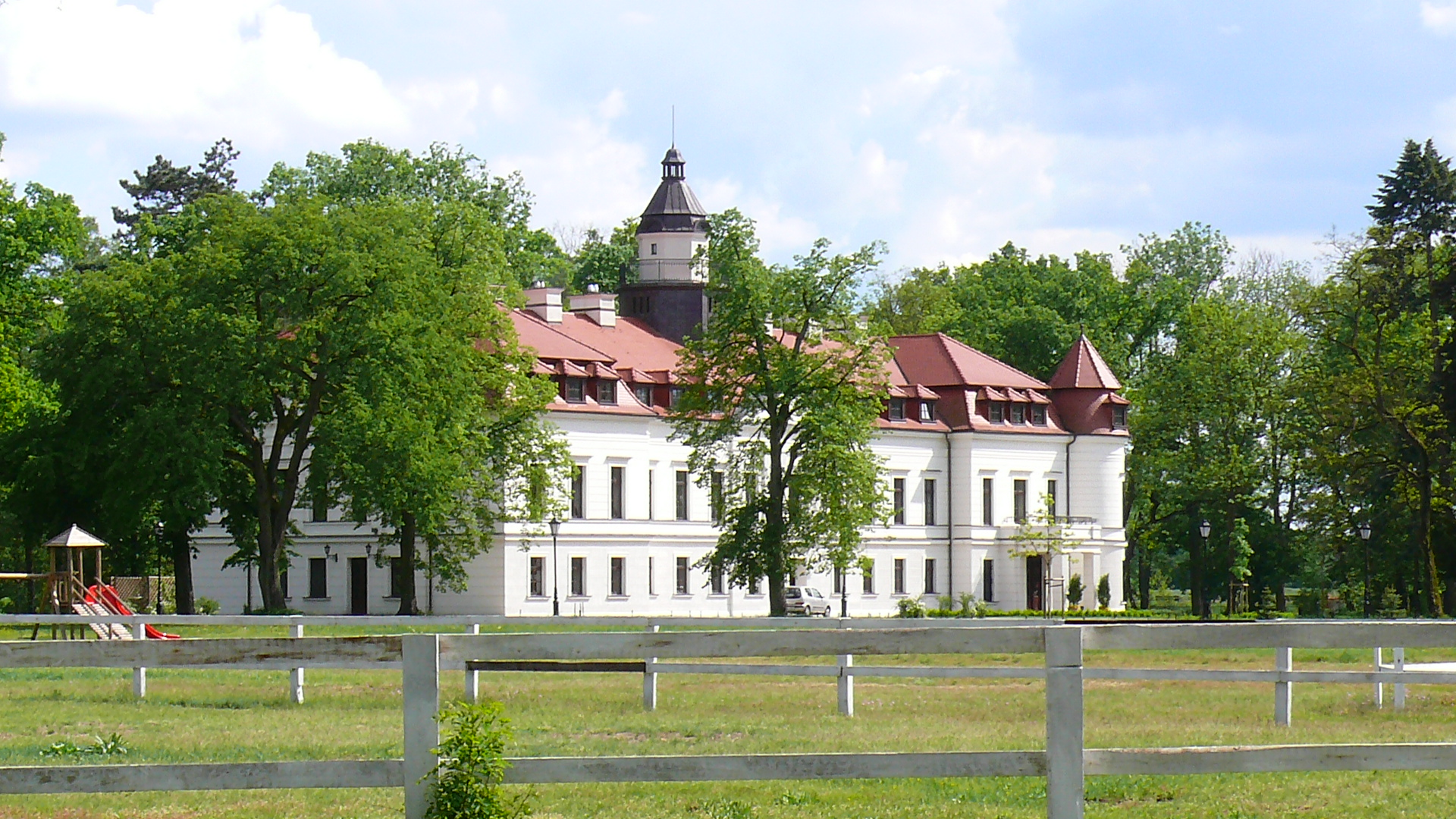